# Варегово болото
Варегово болото, или Вареговское болото, — болото в Большесельском районе в центре Ярославской области.
Находится к северо-западу от Ярославля, к юго-западу от Тутаева. В болоте находятся истоки двух правых притоков Волги: Черёмухи и Печегды. На болоте с 1930-х годов велись интенсивные торфоразработки, в настоящее время запасы торфа практически выработаны.

## Описание
Площадь болота 5078 гектаров. Болото протянулось с севера на юг примерно на 10 км и с востока на запад на 6—7 км. Расположено на размытой моренной равнине с волнистым рельефом. Высота над уровнем моря 129—132 м.
Болото находится в евтрофной стадии развития. В отдалённом прошлом на месте болота было озеро ледникового происхождения. Профессор Федченко предполагал, что озеро было 4 тыс. лет до н. э..
С северной стороны болото ограничивается верхним течением реки Черёмуха, которая имеет исток в северо-восточной части болота, течёт в северо-западном направлении и впадает в Волгу в городе Рыбинске. В восточной части болота в настоящее время непосредственно из системы осушительных канав начинается река Печегда, текущая на восток и впадающая в Волгу (Горьковское водохранилище) выше Ярославля. С запада и юга болото ограничивается возвышенностью, за которой находится бассейн реки Юхоть, текущей на запад и впадающей в Волгу (Рыбинское водохранилище) напротив города Мышкин.
В крайней южной точке болота находится деревня Варегова (единственный исторический населённый пункт, топонимически связанный с болотом, остальные населённые пункты с названием Варегово построены в XX веке). С западной стороны от болота также на возвышенности стоят ряд старинных деревень Ильицыно, Тиханово, Старково, село Андреевское, Нефедово.

## Упоминания в старинных источниках
На составленном в конце XVIII века Плане генерального межевания Борисоглебского уезда видна обширная незаселённая территория (пустошь), через которую протекает «речка Печехта» и её левый приток «речка Протомойка». Печегда начиналась на юго-западе болота, к северу от деревни Варегово и текла на северо-восток. А Протомойка имела исток на северо-западе (к северу от села Андреевское) и текла на юго-восток.
В XIX веке болото описывается как обширная практически непроходимая болотная топь. В 1853 году «Географическо-статистическій словарь Россійской имперіи» описывает его так:

Варегово болото, Ярославской губернии, Романово-Борисоглебского уезда, к юго-западу от г. Романова, близ сёл Андреевского и Тиханово, на большой дороге изъ г. Романова въ Углич, занимаетъ пространство до 3,000 десятин; покрыто местами водою, местами трясиною. Изь него вытекают реки Печегда и Черемха.

Зоолог Леонид Сабанеев в 1865—1866 годах исследовал территорию болота, составив такое описание:

Вся эта обширная местность представляет почти непроходимой топью, покрытой кочками. Местами она переходит в настоящее моховое болото с сосняком. В середине болота нередко находятся довольно большие пространства, освобождённые от древесной растительности — это чистое болото, поросшее обыкновенным тростником, хвощём и другими многочисленными у нас болотными растениями.
В словаре Брокгауза и Ефрона в статье о уезде сказано:

Варегово болото в юго-западной части уезда самое значительное во всей губернии: в нём более 25 кв. верст или 2850 десятин; оно большей частью покрыто водой и непроходимо.
— С. О. Ширяев. Романов-Борисоглебский уезд (Брокгауз и Ефрон)
В псевдонаучных исторических сочинениях название болота часто пишут как Варягово, связывая его с варягами.

## Торфоразработки
В 1930-х годах на болоте началась интенсивная торфодобыча. Торфопредприятие было объявлено ударной стройкой. Её центром стал новый посёлок Варегово, построенный на северо-восточном краю болота. К посёлку была проведена 4 км узкоколейная железнодорожная ветка от станции Ваулово. На западной окраине болота возникли посёлки № 1 и № 2, в настоящее время переименованные в Лесное Варегово и Старое Варегово. К северу от болота находился посёлок № 4, в настоящее время Муравьёво. Добытый торф поступал в Ярослалавль на ТЭЦ-1, обеспечивая энергией резиновое и каучуковое производство. До конца 1940-х годов на торфопредприятии работали и пленные немецкие военнослужащие. В болоте была проложена сеть осушительных канав, но в их плане видны русло Печегды и верховья ручья Протомойки. Вначале добыча шла гидроспособом, затем фрезерным способом.

## Археологические изыскания
Болото привлекало внимание археологов, так как по берегам озера в древности могли обитать люди. Однако обнаружить удалось только случайные находки.
В 1930-х годах при проведении работ на болоте в слое торфа находили лодки-долблёнки длиной 5-6 м и шириной около 1 м. Сотрудник ярославского краеведческого музея Кузнецов описал их, но сохранить находку не удалось. Археологическая экспедиция 1935 года осматривала окрестности болота, произведён пробный раскоп на берегу ручья Промой (Протомойка) в окрестностях села Андреевское, который не дал результатов. Также безрезультатен был осмотр «Чёрной горы» на болоте, на южном берегу Печегды к северу от деревни Родышково. В результате имелся один случайно обнаруженный каменный наконечник дротика листовидной формы.
В. А. Аверин сообщает о изысканиях А. В. Кузнецова в 1969 году и М. Г. Жилина в 1989 году, которые установили, что имелся археологический памятник, разрушенный торфоразработками. Исследователями было найдено 41 мезолитическое изделие из камня.

## Современное состояние
Карьеры, оставшиеся от сухой добычи, зарастают березняком и болотной растительностью. В засушливые годы в них часто возникают пожары. От добычи гидроспособом остались обширные пруды, которые до 1993 года использовались для рыбоводства. Осушение болота привело к существенному обмелению когда-то полноводных рек Печегды и Черемухи.
Болото является ключевой орнитологической территорией. Карьеры и пруды, зарастающие околоводной растительностью, представляют хорошие условия для гнездования и остановки перелётных болотных птиц. Например, численность белолобого гуся на пролёте со 100—150 особей в 1970—1980 гг., до 3000 особей. Территория имеет значение для сохранения поголовья следующих видов птиц: большая поганка, серый гусь, белолобый гусь, лебедь-кликун, кряква, свиязь, шилохвость, чирок-свистунок, чирок-трескунок, красноголовая чернеть, хохлатая чернеть, скопа, погоныш, лысуха, малая чайка, озёрная чайка, сизая чайка, серебристая чайка, чёрная крачка.